# Pelerinajul de la Șumuleu Ciuc

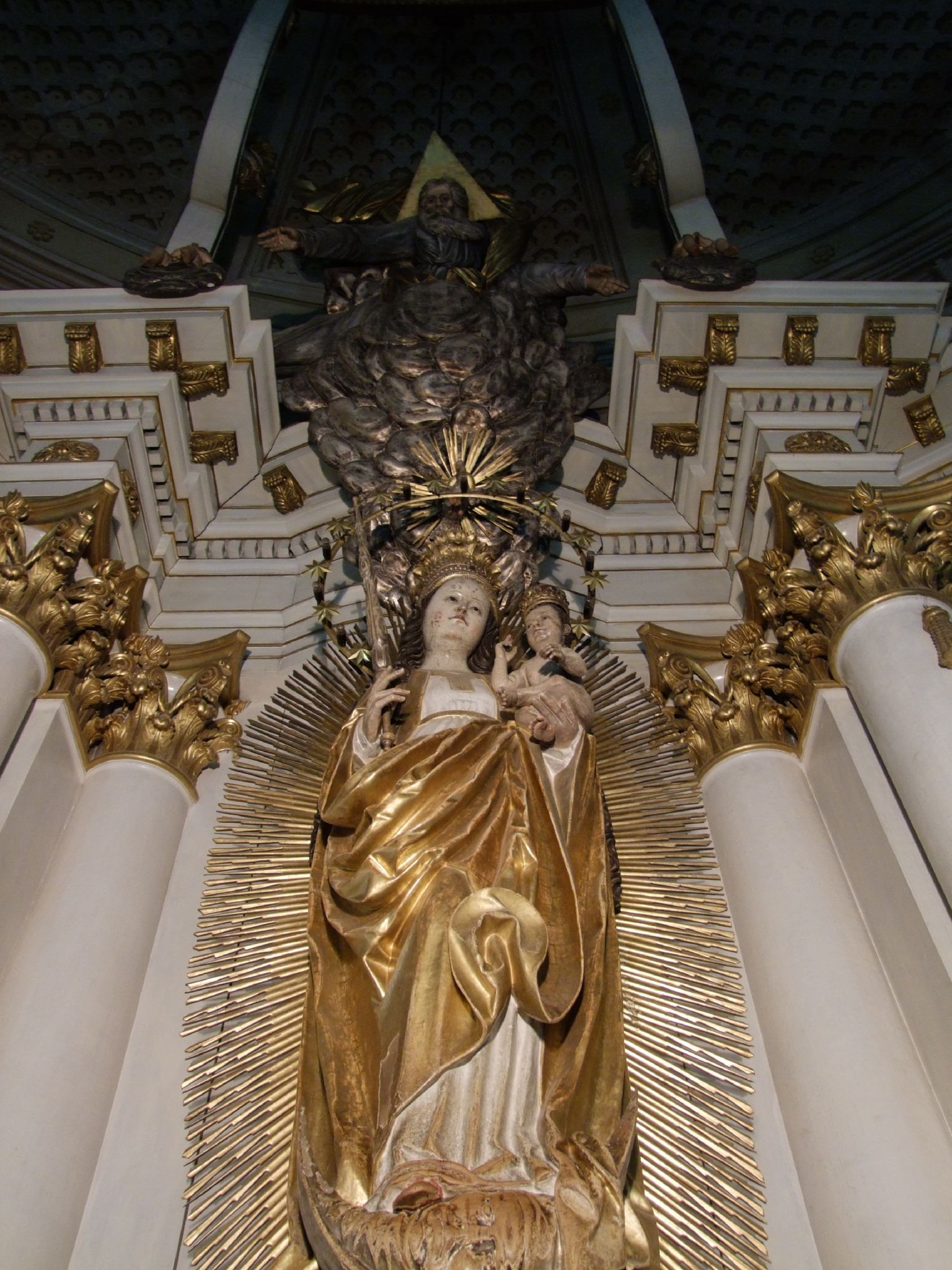
Fecioara cu Pruncul, Mănăstirea franciscană din Șumuleu Ciuc

Pelerinajul de la Șumuleu Ciuc este un pelerinaj de Rusaliile catolice, cu destinația Șumuleu Ciuc, Transilvania, România. 

## Statuia Fecioarei Maria

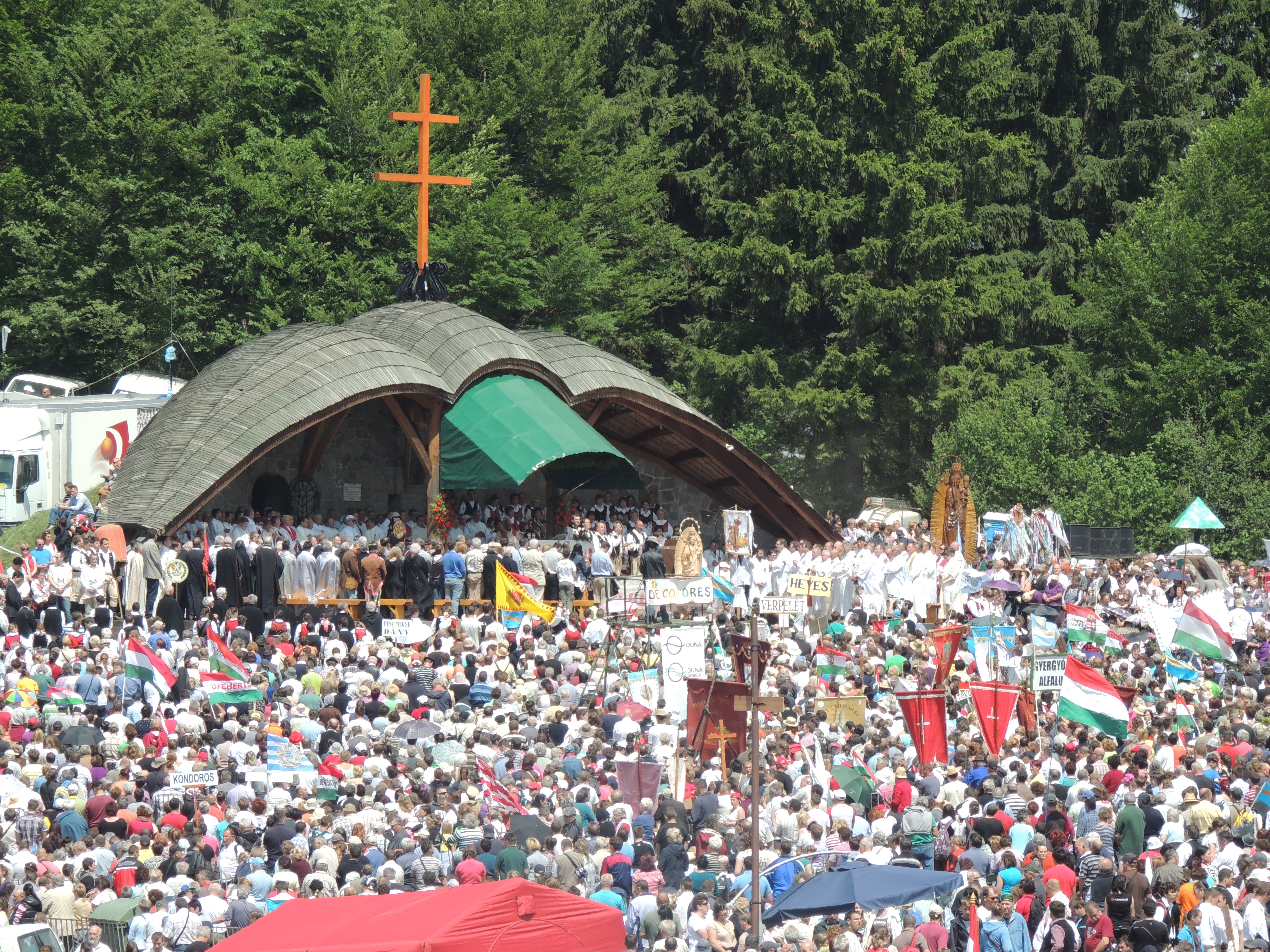
Altarul în aer liber, folosit pentru celebrarea liturghiei pentru pelerini

Aceasta a fost realizată din lemn de tei în stil renascentist între anii 1510 și 1515. Artistul a rămas neidentificat. Înălțimea statuii este de 227 cm. O reprezintă pe Fecioara Maria în mandorlă (îmbrăcată în raze de soare), cu luna sub picioare și douăsprezece stele în jurul capului. Are, de asemenea, o coroană pe cap, în mâna dreaptă un sceptru, în brațul stâng pe pruncul Isus. În 1798 a fost recunoscută ca făcătoare de minuni de episcopul Ignațiu Batthyány, care caracterizat-o drept „ajutor de protecție contra ereticilor”.
De-a lungul secolelor au fost consemnate lucruri surprinzătoare în legătură cu statuia respectivă, despre care de mai multe ori s-a spus că strălucea, încât lumina ei umplea biserica. În 1661 biserica a fost devastată de o incursiune turco-tătară și incendiată. În mod neașteptat statuia Fecioarei cu Pruncul a rămas intactă.
Pelerinajul de la Șumuleu Ciuc, cunoscut și sub numele de Rusaliile de la Șumuleu, este unul dintre cele mai importante evenimente religioase din Transilvania, atrăgând anual zeci de mii de pelerini, în special de confesiune romano-catolică. Acest pelerinaj, organizat în cinstea Fecioarei Maria, are loc în preajma Rusaliilor și este strâns legat de statuia considerată făcătoare de minuni din biserica franciscană de la Șumuleu Ciuc. Evenimentul combină tradițiile religioase cu cele culturale, fiind un moment semnificativ pentru comunitatea maghiară din România, dar și pentru alți credincioși din țară și străinătate.
Până în anii 1950 copilul Isus era îmbrăcat cu diverse veșminte, ale căror culori erau alese în funcție de perioada liturgică.